# 30Minutes Night Flight
30Minutes Night Flight  é o sétimo álbum de estúdio de Maaya Sakamoto. Foi lançado em 21 de março de 2007 pela Victor Entertainment e possui sete faixas, sendo considerado um mini-álbum, o segundo de sua carreira após Easy Listening. Foi relançado em 2010 pela FlyingDog (subsidiária da Victor Entertainment criada posteriormente).

## Produção
Sakamoto criou uma história em volta da qual o álbum foi composto sobre uma noite insone de uma garota. Ainda explorando novas fronteiras após encerrar a longa parceria com Yoko Kanno, convidou vários compositores e contou com arranjos de Toshiyuki Mori. Seguindo o título, o álbum tem, exatamente, 30 minutos de duração.
Uma edição limitada com um DVD contendo um curta-metragem animado pelo Production I.G chamado Universe, para o qual a música homônima foi composta. Os dois artistas-chefe responsáveis pelo projeto, na época, fizeram o design dos personagens, chamados "diabinhos", para um serviço de internet chamado DecoBlog, que não existe mais. Sakamoto, ao ver os primeiros esboços dos "diabinhos", resolveu usar o mesmo estilo para o filme.
A música "Setsuna" teve participação do guitarrista Susumu Nishikawa, que entre várias músicas feitas para animes, fez a guitarra por trás da canção "God Knows...", de Suzumiya Haruhi no Yūutsu.

## Recepção
O álbum ficou sete semanas no Oricon Albums Chart, chegando à 12ª posição.
Ao analisar o álbum, o CD Journal disse que "embora curta, é uma obra gratificante que condensa o charme da cantora."
Toshihiro Baba, da Tower Records, elogiou o álbum, chamando-o de "romântico, sentimental e doce", e destacou a capacidade vocal da artista, dizendo "ela parece estar sorrindo quando canta".

## Faixas
| N.º            | Título                                        | Letras         | Música          | Arranjo        | Duração |  |
| 1.             | "30minutes night flight"                      | M. Sakamoto    | Toshiaki Yamada | Toshiyuki Mori | 5:55    |  |
| 2.             | "Dreaming"                                    | M. Sakamoto    | Kensuke Okuda   | T. Mori        | 4:01    |  |
| 3.             | "Kioku -there's no end"                       | Syoko Suzuki   | S. Suzuki       | T. Mori        | 4:26    |  |
| 4.             | "Bokutachi ga Koi wo Suru Riyuu"              | M. Sakamoto    | Michiko Takada  | T. Mori        | 5:34    |  |
| 5.             | "Setsuna"                                     | T. Yamada      | T. Yamada       | T. Mori        | 4:23    |  |
| 6.             | "Universe"                                    | M. Sakamoto    | S. Suzuki       | T. Mori        | 4:31    |  |
| 7.             | "30minutes night flight ~ sound of a new day" | instrumental   | T. Mori         | T. Mori        | 1:10    |  |
| Duração total: | Duração total:                                | Duração total: | Duração total:  | Duração total: | 30:00   |  |